# Ribeaucourt Churchyard
Ribeaucourt Churchyard is een begraafplaats gelegen in de Franse plaats Ribeaucourt (Somme). De militaire graven worden onderhouden door de Commonwealth War Graves Commission.
De begraafplaats telt 3 geïdentificeerde Gemenebest graven uit de Tweede Wereldoorlog.